# Benjamin Harrison
Benjamin Harrison, VI (20 tháng 8 năm 1833 – 13 tháng 3 năm 1901) là một luật sư, chính trị gia, và là Tổng thống thứ 23 của Hoa Kỳ tại nhiệm từ năm 1889 đến năm 1893. Ông là cháu nội của Tổng thống thứ 9, William Henry Harrison, và tính đến nay, cả hai người là cặp đôi ông-cháu duy nhất trong lịch sử từng giữ chức vụ quan trọng này. Đồng thời, Harrison còn là chắt của Benjamin Harrison V, một thành viên của Nhóm Lập quốc Hoa Kỳ và còn là một trong những người đã ký bản Tuyên Ngôn Độc Lập.
Harrison sinh ra trong một trang trại nằm bên dòng sông Ohio và tốt nghiệp Đại học Miami tại Oxford, Ohio. Sau khi chuyển đến sinh sống tại thành phố Indianapolis, ông tự thành lập một văn phòng luật sư tại địa phương và trở thành một chính trị gia ở bang Indiana. Ngoài ra, tại đây, ông còn trở thành người lãnh đạo của một nhà thờ thuộc Giáo hội Trưởng lão. Trong thời gian Nội chiến Hoa Kỳ nổ ra, ông phục vụ trong quân đội Liên bang miền Bắc với chức vụ Đại tá, và được Thượng viện Hoa Kỳ phong hàm chuẩn tướng lực lượng tình nguyện năm 1865. Năm 1876, ông thất bại trong cuộc tranh cử chức Thống đốc tiểu bang Indiana. Sau đó, Quốc hội tiểu bang Indiana bầu ông làm Thượng Nghị sĩ Hoa Kỳ với nhiệm kỳ 6 năm từ năm 1881 đến năm 1887.
Năm 1888, với tư cách là thành viên Đảng Cộng hòa, Harrison đã đánh bại ứng cử viên Đảng Dân chủ là Tổng thống đương nhiệm lúc bấy giờ, Grover Cleveland, và trở thành Tổng thống. Giai đoạn lãnh đạo của ông được biết đến nhiều nhất với một loạt những đạo luật liên quan đến kinh tế chưa từng có bao gồm Thuế McKinley, một đạo luật quan trọng trong lịch sử áp đặt mức thuế bảo vệ hoạt động thương mại, và Đạo luật chống độc quyền Sherman. Harrison cũng tạo điều kiện cho việc hình thành các khu bảo tồn rừng quốc gia thông qua việc sửa đổi và bổ sung Đạo luật Sửa đổi Đất đai ban hành năm 1891. Trong thời gian Harrison làm Tổng thống, ông cũng cho sát nhập thêm 6 tiểu bang mới ở vùng phía Tây vào lãnh thổ Liên bang. Ngoài ra, ông còn liên tục củng cố và hiện đại hóa lực lượng Hải quân Hoa Kỳ và tích cực tiến hành các chính sách đối ngoại. Tuy nhiên, các đề xuất của ông nhằm bảo đảm tài trợ giáo dục Liên bang cũng như thực thi quyền bầu cử cho công dân người Mỹ gốc Phi lại đa phần bị bác bỏ.
Do các chính sách tăng thuế đã dẫn đến việc thặng dư doanh thu trong ngân khố Liên bang, Liên bang cũng tăng mức chi ngân sách lên đến 1 tỷ đô la. Vấn đề trong việc bội chi ngân sách này một phẫn đã dẫn đến việc nhiều thành viên Đảng Cộng hòa trong Quốc hội thất bại trong cuộc bầu cử dân biểu giữa kỳ Tổng thống. Năm 1892, Harrison tái tranh cử Tổng thống nhưng đành phải thất bại trước vị Tổng thống tiền nhiệm Grover Cleveland do người dân ngày càng không ủng hộ việc tăng thuế cũng như tăng chi ngân sách liên bang. Sau nhiệm kỳ của mình, Harrison trở về Indianapolis và hành nghề luật. Năm 1899, ông đại diện cho Cộng hòa Venezuela (tên gọi chính phủ hoạt động từ 1853-1899 và là tiền thân của Venezuela hiện nay) để giải quyết về vấn đề xung đột biên giới tại Guyana thuộc Anh với Anh quốc. Ông đã đến tòa án ở Paris và ở lại đây vài ngày để dự phiên tòa giải quyết vụ tranh chấp này. Năm 1901, Harrison qua đời tại tư gia ở Indianapolis do biến chứng của bệnh cúm. Mặc dù nhiều người ca ngợi Harrison do các cam kết của ông trong các vấn đề giải quyết quyền bầu cử của người Mỹ gốc Phi, các nhà sử học và học giả thường xếp ông ở vị trí dưới mức trung bình trong bảng xếp hạng Tổng thống. Tuy nhiên, vị trí này vẫn chỉ là tương đối do các nhà sử học vẫn chưa xem xét về sự liêm chính của Harrison trong các vấn đề cá nhân và chính trị.

## Đầu đời và nội chiến
Là cháu trai của tổng thống William Henry Harrison và là chắt của Benjamin Harrison V, Benjamin sinh ngày 20 tháng 8 năm 1833 tại North Bend, Ohio, là con thứ hai trong gia đình 8 anh em có bố là John Scott Harrison và mẹ là Elizabeth Ramsey Irwin. Ông học trường Đại học Miami tại Oxford, Ohio, và trở thành thành viên của hội học sinh Phi Delta Theta (sau này, ông gia nhập Delta Chi) và tốt nghiệp đại học năm 1852. Harrison học luật ở Cincinnati, rồi sau đó chuyển tới Indianapolis, Indiana năm 1854. Ông được nhận vào làm luật sư, và sau đó làm việc tại tòa án tối cao bang Indiana.
Ngày 20 tháng 10 năm 1853, Harrison khi đó 20 tuổi, kết hôn với Caroline Lavinia Scott, 21 tuổi, tại Oxford, Ohio. Đám cưới được tổ chức bởi bố ông, Mục sư John W. Scott. Họ sau đó có hai người con là Russell Benjamin Harrison (12 tháng 8 năm 1854 - 13 tháng 12 năm 1936) và Mary "Mamie" Scott Harrison McKee (3 tháng 4 năm 1858 - 28 tháng 10 năm 1930).
Harrison phục vụ cho đội quân miền Bắc trong Nội chiến Hoa Kỳ và sau đó được phong lên chức đại tá thứ 70 của trung đoàn bộ binh tình nguyện Indiana vào tháng 8 năm 1862. Đội đã phải làm nhiệm vụ do thám và bảo vệ đường tàu xe lửa tại Kentucky và Tennessee cho đến tận chiến dịch Atlanta của William Tecumseh Sherman diễn ra năm 1864. Harrison được phong lên chức tướng lữ đoàn trưởng, chỉ huy một lữ đoàn tại Resaca, Cassville, New Hope Church, Lost Mountain, núi Kennesaw, Marietta, nhánh sông Peachtree và Atlanta. Sau đó ông được chuyển tới quân đội Cumberland và tham gia vào cuộc bao vây Nashville và cuộc duyệt binh lớn tại Washington D.C. trước khi tập hợp năm 1865.

## Nhiệm kỳ tổng thống
Năm 1888, Ông thắng cử trước Grover Cleveland nhưng đến năm 1892, ông thua cử trước chính người mà ông đã thắng trong kì bầu cử năm 1888,Grover Cleveland.
Những thành viên Đảng Dân chủ tấn công cái gọi là "quốc hội một tỷ đô" của Harrison và đánh bại Đảng Cộng hòa trong các cuộc bầu cử giữa nhiệm kỳ năm 1890, cũng như đánh bại chiến dịch tái cử của Harrison năm 1892. Tới thời điểm này, Harrison vẫn là tổng thống duy nhất của Hoa Kỳ đến từ Indiana.